# Heshimu Evans
Heshimu Evans (Bronx, Estados Unidos-1975) é um ex-jogador de basquetebol nascido nos EUA e naturalizado português em 2010.
Participou nos jogos de Qualificação para o Campeonato da Europa de 2011.

## Títulos
Portugal Telecom
- Liga Portuguesa de Basquetebol: 2001-02
- Taça de Portugal: 2001-02
- Supertaça de Portugal: 2001-02

 FC Porto
- Liga Portuguesa de Basquetebol: 2003-04
- Taça de Portugal: 2003-04
- Supertaça de Portugal: 2003-04
- Taça da Liga/Taça Hugo dos Santos: 2003-04

 AD Ovarense
- Liga Portuguesa de Basquetebol: 2005-06
- Supertaça de Portugal: 2005-06

 SL Benfica
- Liga Portuguesa de Basquetebol: 2009-10; 2011-12; 2012-13
- Supertaça Portugal-Angola: 2010
- Supertaça de Portugal: 2009; 2010: 2012
- Taça da Liga/Taça Hugo dos Santos: 2010-11; 2012-13